# La bandida (serie de televisión)
La bandida es una serie de televisión de drama histórico mexicana producida por Sony Pictures Television y Teleset para TV Azteca. La telenovela está escrita por Carlos Quintanilla y Adriana Pelussi.
Internacionalmente se exhibió primero el 10 de enero de 2019 en El Salvador por el Canal 2, y en México se subió a la plataforma de streaming de Amazon Prime Video, estando disponible desde el 1 de marzo de 2019; y estrenándose oficialmente en Azteca 7 el 1 de junio de 2020 en sustitución de María Magdalena, y finalizó el 17 de septiembre de 2020.
Está protagonizada por Sandra Echeverría como el personaje titular.

## Reparto

### Reparto principal
- Sandra Echeverria como Marina Aedo / Graciela Olmos "La bandida"[12]
- Julieta Grajales como Marina Aedo / Graciela Olmos de joven[12]
  - Jenny Kay como Marina Aedo de niña[12]
- Ianis Guerrero como José Hernández[4][12]
- Marcia Coutiño como La Hermana Catalina[3][12]
- Ariel López Padilla como Doctor Ávila
- Albi De Abreu como Tommy Barton[4][12]
- Iván Arana como Pedro Nuñez[4][12]
- Adria Morales como Adela
- Alfredo Huereca como el General Ordóñez
- Fernanda Arozqueta como Valentina (joven)
- Memo Villegas como Ramiro
- Marcelo Córdoba como Martín Hernández[13]
- Vicky Araico como Marieta
- Antonio Fortier como Arturo Quintero
- Cinthia Vázquez como Valentina (adulta)
- David Medel como Benjamín Olmos
  - Luca Valentini como Benjamín Olmos de niño
- José Carlos Femat como El Güero
- Juan Pablo Franco como Federico
- Shaila Dúrcal como María Conesa
- Arantza Ruiz como Marinita Ahedo[12]
- Florencia Ríos como La Ninfa
- Gimena Gómez como Isabel "La Rubia"
- Jessica Ortiz como La Princesa
- María Gonllegos como Consuelo
- María del Carmen Félix como Raquel
- Tamara Vallarta como Esperanza
- Silverio Palacios como Jacinto Olmos[14]
- Emilio Guerrero como Don Agustín
- Christian Chávez como Samuel Hernández[15]

### Reparto recurrente
- Mayra Ballata como Rosaura
- Fernanda Sasse como Alicia
- Annie Salomón como Blanca
- José Casasus como Carlos Fernández
- Claudia Acosta como Jesusa
- José Alfaro como Poncho
- Abril Amaranta como Gloria
- Gabriel Regueira como Checador de Boletos
- Julio César Álvarez como Boticario Salvador
- Axela Valadez como Mujer asaltada
- Arancha Solís como Eduviges Fernández
- Carolina Politi como la Madre Superiora
- Paloma Arredondo como la Madre Josefina
- Martha Claudia Moreno como la Madre Rita
- Andi de Moore como Soledad (adulta)
- Tanys Rebollo como Laura
- Juan Carlos Bonet como Pancho Villa
- Cristel Klitbo como Marieta
- Marcela Ruíz Esparza como Isabel
- Erick Sandoval como Antonio
- Arturo Nahum como Pedro
- Lorena Bischof como Aurora[16]
- Michel López como Antonio, hijo de Adela (adulto)
- Gabo Ornelas como Damián
- Victor Oliveira como Mr. Simon

## Producción
La producción de la telenovela comenzó a inicios de agosto de 2017, en San Pedro Cholula, Puebla. Se confirmó a Sandra Echeverria y a Julieta Grajales, encarnando a Graciela Olmos en su etapa madura y joven respectivamente. Está dirigida por Mauricio Cruz y Rodrigo Ugalde, escrita por Carlos Quintanilla y Adriana Pelussi, teniendo a Andrés Santamaría como productor ejecutivo a cargo de la producción, constando con 62 episodios producidos.

## Recepción en televisión

### Audiencia
| Temporada | Horario (CT)                     | Episodios | Primera emisión    | Primera emisión      | Última emisión           | Última emisión       | Prom. de espectadores (millones) |
| Temporada | Horario (CT)                     | Episodios | Fecha              | Audiencia (millones) | Fecha                    | Audiencia (millones) | Prom. de espectadores (millones) |
| --------- | -------------------------------- | --------- | ------------------ | -------------------- | ------------------------ | -------------------- | -------------------------------- |
| 1         | lunes a viernes 22:30 - 23:15 h. | 61        | 1 de junio de 2020 | 0.61                 | 17 de septiembre de 2020 | 0.78                 | 0.68                             |

### Crítica
El sitio especializado lahoradelanovela.com le otorgó una calificación inicial de 8/10 argumentando en su crítica: “Es ostensible que se le invirtió bastante a dinero a la producción de época sin embargo faltaron cuidar detalles como los inmaculados vestuarios de los extras y las prístinas locaciones cosa que es difícil de creer en el México revolucionario. Además, como en muchas producciones mexicanas, la dirección de los extras brilló por su ausencia.”
El crítico Álvaro Cueva escribió en Milenio: “Yo siento un cariño muy especial por este proyecto, porque, contrariamente a lo que muchas personas pudieran suponer, está hecho como una telenovela tradicional mexicana y eso es justo lo que las multitudes están buscando.”